# Bălășești, Sîngerei
Bălășești este satul de reședință al comunei cu același nume din raionul Sîngerei, Republica Moldova.

## Istorie
Cercetările arheologice demonstrează că primii oameni s-au stabilit cu circa 3000 ani î.Hr. Pe locul vetrei au fost descoperite urme de case din lemn și lut, grămezi de lut ars, obiecte de cremene, vase de lut și alte obiecte datând din eneolitic.

## Demografie
Populația localității în anul 2004 era de 1.737 locuitori: 50,31% bărbați și 49,69% femei. Compoziția etnică a populația comunei arăta în felul următor:
- 99,39% - moldoveni/români
- 0,20% - ucraineni
- 0,25% - ruși
- 0,04% - găgăuzi
- 0,12% - alte etnii